# Bay Roberts
Bay Roberts es un pueblo canadiense situado en la provincia de Terranova y Labrador.

## Superficie
Bay Roberts tiene una superficie de 24,51 km².

## Demografía
En 2021, tenía 5974 habitantes, una densidad poblacional de 243,7 hab./km², y 2803 viviendas.